# 科森斯格羅夫 (堪薩斯州)
科森斯格羅夫（英語：Coursens Grove）是位於美國堪薩斯州米切爾縣的一個鬼鎮。

## 地理
科森斯格羅夫所處的海拔為高於海平面475米（即1558英呎），而該地所採用的時區為UTC-6，即北美中部時區（CST）。同時該地設有夏令時間，為UTC-6調快一小時，即UTC-5（CDT）。

## 歷史
科森斯格羅夫的郵政局於1894年設立，直到1895年結束營運。